# 母と娘のデュエットソング
「母と娘のデュエットソング」（ははとむすめのデュエットソング）は、おけいさんと安倍なつみのシングル。2003年5月1日発売。

## 内容
- おけいさんは元六文銭メンバーの四角佳子。

## 収録曲
全作詞：つんく、作曲：小室等、編曲：小西貴雄
1. 母と娘のデュエットソング
2. 恋
3. 母と娘のデュエットソング (Instrumental)